# Kankono
Kankono est une commune située dans le département de Douroula de la province du Mouhoun au Burkina Faso.